# الاضطهاد العثماني للعلويين في تركيا
حكم سليم الأول (1512-1520) وحربه ضد الصفويين في عام 1514، ولكن هناك أمثلة تشير إلى وجود مشاكل قائمة بالفعل مع مجموعات شبيهة بالعلويين في العهد العثماني منذ القرن الرابع عشر.

## اضطهاد الجماعات الشبيهة بالعلويون قبل 1500

### القرن الرابع عشر
كانت المشاكل العثمانية مع الجماعات الإسلامية غير التقليدية موجودة بالفعل في القرن الرابع عشر، السيد علي سلطان وتسمى أيضا (أسير القديسين)، الذي يذكر درويش معين يسمى سيد رستم (مواليد 1421) أورهان الأول للحصول على بعض التربة، وكما سمع المسؤول عن السيد رستم، صرخ قائلاً: «كيف تجرؤ هذه الشعلة على وضع علامة على أرضي وتغادر؟ كيف يمكن أن يعيش دون إذن مني؟»
الشريعة الإسلامية، التي لم تسقط على أرض خصبة، لم تنهار. هذا أيضًا مثال على كيفية انتقال السلاطين العثمانيين من زعماء القبائل والعشائر، وهو ما حدث في حالة عثمان الأول وأورهان الأول، القيادات.

### القرن الخامس عشر
يجب أن تكون الدولة العثمانية قد تسببت في استياء كبير بين مجموعات الهيرودوكس، منذ القرن الخامس عشر، من بين أبرز الأمثلة على ذلك تمرد الشيخ بدرالدين، الذي بدأ في عام 1416، هذا التمرد هو مزيج من المشاكل الاجتماعية والاقتصادية والدينية. تم هزيمة التمرد، الذي كان يدعمه أيضًا غير المسلمين، وتم إعدام الشيخ بدر الدين مع رسله في عام 1420.

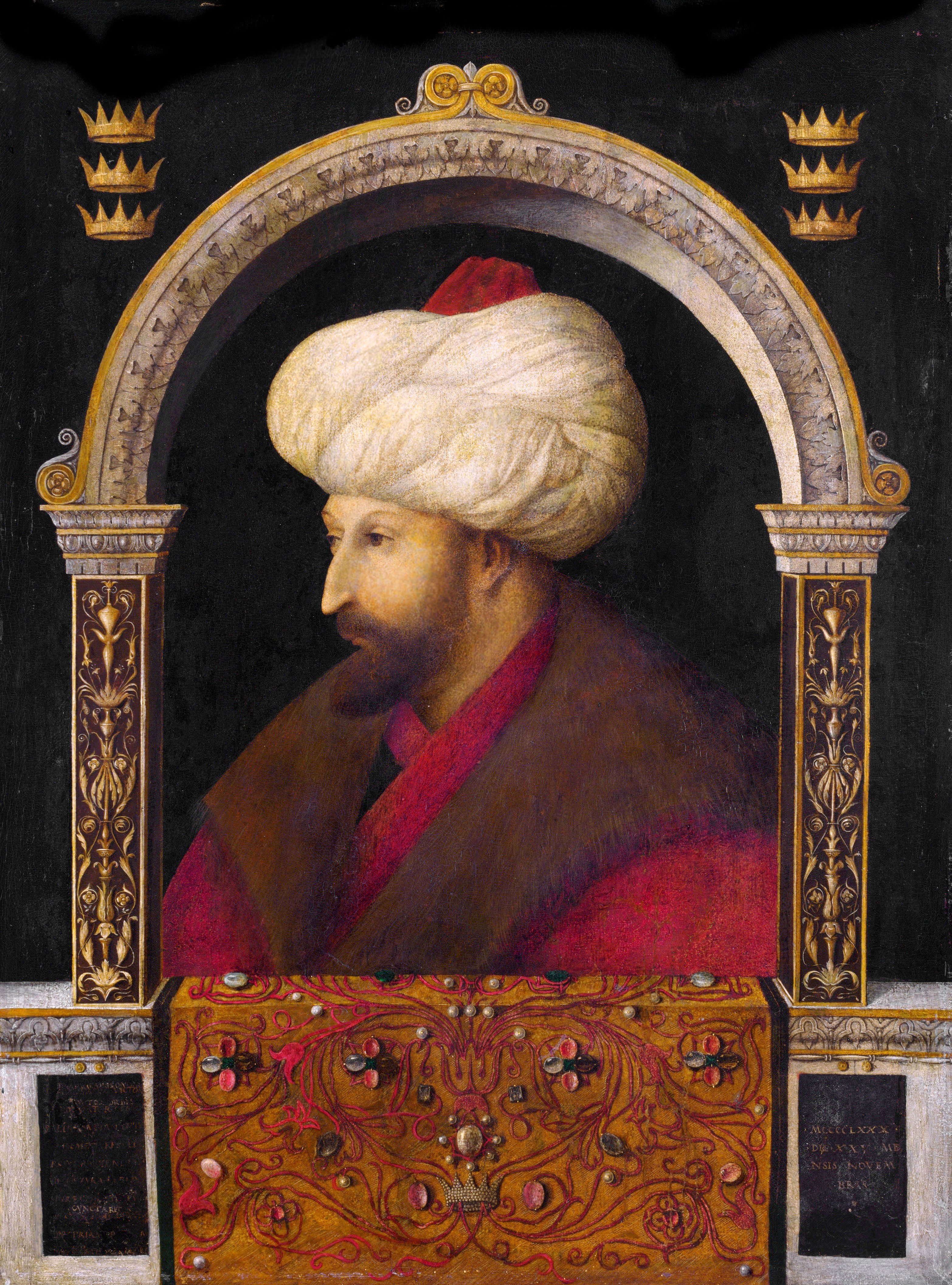
صورة محمد الثاني (1432-1481) من 1480

من المعروف أيضًا أن الطائفة الشيعية الغيرية هروفية انتشرت على نطاق واسع في إيران، بقصد دعوته إلى الإيمان الهوروفي، سمح السلطان لهم بالتحدث عن قضيتهم، وأظهروا أيضًا علامات واضحة على الاهتمام بمذاهبهم الصوفية، أثار هذا الاستياء بين أقرب مستشاري محمد الثاني الذين لم يتمكنوا من اتخاذ إجراءات مباشرة، لذلك قرروا استدعاء عالم يدعى فخر الدين عجمي، الذي تظاهر بأنه مهتم بالعقائد الهوروفية وبالتالي دعا زعيم الهوروفيس الحالي إلى منزله، لكن عندما شرح الهريفي إيمانه، لم يستطع فخر الدين أن يمنع نفسه من الصراخ ! حاول الهوروفي بعد ذلك اللجوء إلى محمد الثاني، لكنه خفف من سلوك فخر الدين العدواني، وبالتالي منع من الدفاع عن ضيوفه، تم نقل الهوروفيين لاحقًا إلى المسجد الجديد في أدرنة، حيث ندد فخر الدين علنًا بإيمانهم وبشر بالمكافآت الروحية، التي يمكن للمرء الحصول عليها من خلال حضورهم لإبادة إيمانهم، بعد ذلك، أُمر هوروفي بإشعال نار كبيرة لحرق زعيمهم، ثم ألقيت رئيس الهوروف على النار وأعدم هوروفيس الآخرون.
أورهان الأول، حيث دمر المسؤولون تعاطف السلطان تجاه التوراك، في الجزء الأخير من عهد محمد الثاني للإمبراطورية العثمانية امتدت نحو الشرق والغرب، كان الهوروف وغيرهم من الجماعات الصوفية المتغايرة موضوعًا للاضطهاد والمجازر في مختلف أنحاء الإمبراطورية العثمانية.
في منتصف القرن الخامس عشر كان هناك أيضًا نزاع بين الإمبراطورية العثمانية ومنطقة كرمان شبه المستقلة، في 1468-1474 أدت النزاعات محمد الثاني لطرد القبائل، وربما قيزليباش، من هذه المنطقة إلى روميليا وفي عام 1475 أنهى حكم كرمان.

## اضطهاد العلويون بعد 1500

### خلال بايزيد الثاني (1481–1512)
خلال السلطان بايزيد الثاني، ازدادت العلاقة بين الدولة والجماعات غير المتجانسة سوءًا، بالفعل من خلال اغتيال الزعيم الروحي الصفوي الشيخ حيدر في 1488، في خطاب السلطان العثماني بايزيد الثاني  قد أعرب عن فرحة القرآن الكريم ومؤيديه، قيزليباش، قال: قد لعن الله أتباع حيدر الزناد. بعد أربع سنوات فقط، في عام 1492، كانت هناك محاولة لقتل السلطان على يد درويش، كما كشفت وثيقة من عام 1501 أن بايزيد الثاني قد أمر بإعدام جميع قيزليباش الذين تم أسرهم من السفر إلى إيران. تميزت فترة حكمه بالعديد من تمردات قيزليباش، التي حاول بايزيد الثاني التغلب عليها بالترحيل، ا لسبب الرسمي لعمليات الترحيل هو أنه طبقًا لـقيزلباش، كان علماء الدين «كفار».
أقدم بيان ديني محفوظ (فتوى) حول قيزليباش صدر تحت بايزيد الثاني من قبل المفتي العثماني حمزة سارو غوريز (مواليد 1512).

### خلال سليم الأول (1512-1520)
بيد أن الأخير في بايزيد الثاني، سليم الأول، لم يكن يعتقد أن والده قد اتخذ إجراءات صارمة بما فيه الكفاية ضد قيزلباش، كحاكم لطرابزون، كان على اطلاع وثيق مع الصفويين ونجاح قيزليباش في إيران وشرق الأناضول، ضد رغبة والده، قام بتعبئة القوات العسكرية مرارًا وتكرارًا وشن هجمات على الأراضي الصفوية، من المعروف أيضًا أن سليم كان لديه كراهية كبيرة تجاه المسلمين الشيعة عمومًا، وخاصة قيزلباش المغاير، لذلك، قام بتصفية ثلاثة من إخوته وأجبر على خلع والده، بايزيد الثاني قبالة في «عطلة» وبعد ذلك قتل.
من أول الأشياء التي فعلها سليم كسلطان، كان شيخ الإسلام العثماني بن كمال (مواليد 1533)، لإصدار فتوى جديدة، ثم جمع جيشًا عظيمًا يتكون من 200000 رجل لخوض حرب غير مبررة ضد الصفويين، في طريقه إلى الإمبراطورية الصفوية في الشرق، قام سليم الأول بتتبع وإعداد سجل لجميع قيزليباش المتمردة التي كان يمكن أن يتتبعها، رأي ألفي الفولكلوري يقول إن حوالي 40,000 قيزلباش قد ذبحوا خلال حملة سليم ثم تابع سليم الأول نحو الأرض الصفوية.
في المصدر العثماني Selimşâh- اسم يقول:
من خلال معرفة كل شيء، أرسل السلطان كتبة مبتدئين إلى كل جزء من البلاد لكتابة أسماء وأجزاء من القبيلة، وأُمر من تتراوح أعمارهم بين السابعة والسبعين بالمثول أمام المحكمة، بالمقارنة مع الكتب التي تم إحضارها، تم كتابة أربعين ألف شاب، بعد ذلك، جلب الضباط دفاتر إلى قضاة كل بلد، كان عدد الضحايا في هذه البلدان أكثر من أربعين ألفًا يستخدمون السيوف حيث ذهبوا.
الإمبراطورية العثمانية السلطان سليم الأول الذي أرسلته إلى الإمبراطورية العثمانية سجلات الديوان عن سن السبعين وأسماء أربعين ألف شخص، الأماكن التي ذهبوا فيها، قتلوا أكثر من أربعين ألف بالسيف في هذه المناطق.
ومع ذلك، فإن مبررات التحرير العثمانية في ذلك الوقت، والتي تم فيها تسجيل جميع العوامل الديموغرافية والضريبية لكل قرية، لا تبرر هذه المطالبات، وبالمثل، لم يجد المؤرخون العثمانيون الذين يدرسون في كتب سارية، وهي سجلات رسمية للنزاعات المحلية، دليلاً على مثل هذا العدد الكبير من القتلى، عندما تم اعتبار إجمالي عدد السكان في ذلك الوقت، 40000 هو أكثر من إجمالي تسع مدن كبيرة في الأناضول، وهكذا، يعتقد غالبية المؤرخين العثمانيين أن قادة الجماعات المتمردة للعلويون قتلوا والذاكرة الاجتماعية للعلوي الأناضولي.

### معركة شادران (1514)
مع وجود سليم الأول في المقدمة، دخلت الإمبراطورية العثمانية في حرب ضد الأسرة الصفوية في عام 1514، والتي انتهت بانتصار عثماني، الصراع الصفوي العثماني، كان شعب قيزليباش قد غادر.
لقد كان عهد سليم شيئًا آخر: الإمبراطورية العثمانية مع فتح سلطنة المماليك، وأصبحت الآن خلافة إسلامية، حيث كان الحكم يرتكز على الشريعة الإسلامية الأرثوذكسية (الشريعة).

### بعد سليم الأول
بعد حكم سليم واصل السلاطين اللاحقون نفس المعاملة القاسية تجاه قيزلباش في الأناضول، استجاب قيزلباش للقمع من خلال التمرد المتزايد ضد الحكم العثماني، استمرت هذه التمردات المتكررة بشكل دوري حتى أوائل القرن السابع عشر.
لكن الفترة العنيفة للغاية من القرن السادس عشر إلى القرن السابع عشر كانت محدودة في النهاية، لكن اضطهاد قيزلباش استمر حتى الاستسلام العثماني.

### طرق الاضطهاد النموذجية
منذ أوائل القرن السادس عشر كانت الإدارة العثمانية متخصصة في «مطاردة» قيزلباش، ربما كان هذا القرن هو القرن الأكثر قسوة بالنسبة إلى العلويون (قيزليباش)، لقد تعرضوا للاضطهاد بسبب تعاطفهم مع الكفاح الصفوي، ولكن أيضًا بسبب معتقداتهم «المهرطقة»، من أجل الاستيلاء على قيزليباش الدولة العثمانية استخدمت عدة طرق.
كونها «قيزليباش» كانت جريمة من تلقاء نفسها وكانت تحت المراقبة المستمرة، بعض الامبراطورية العثمانية كانت:
- الاضطهاد بناءً على تقارير / إشعارات الآخرين.[12]
- اضطهاد مفتوح أو سري.[13]
- بسؤال الأشخاص الذين اعتبروا «موثوقين» أو «موضوعيين»، على سبيل المثال المسؤولين أو السنة.[14]

### طرق العقاب النموذجية
كان للعثمانيين أيضًا طرق مختلفة للعقاب ضد قيزلباش، وقعت معظم العقوبات عن طريق اختلاق سبب لقتلهم،  غالبًا ما كانت هذه الاتهامات الخاطئة تؤدي إلى إجراءات رسمية لجعلها تبدو أكثر واقعية.
في الحالات التي يكون بعض العقوبات الأكثر شيوعًا هي:
- الطرد: تم طرد العديد من قيزليباش إلى قبرص وعزلوا عن قراهم وعائلاتهم، لكن قيزليباش الذين كانوا الخلفاء أُعدموا على الفور، [18] أكثر مواقع النزوح شيوعًا هي قبرص ومودون وكوروني وبودون وبلوفديف.[19]
- السجن: سجن بعضهم أيضًا [20] ثم طُردوا عادةً إلى قبرص لعزلهم عن عائلاتهم.[21]
- العمل القسري: الطريقة الثانية للعقاب هي إرسال المخاض إلى المراكب.[22]
- الغرق: تم إعدام بعض قيزليباش بسبب غرقهم في النهر، [23] وتم إعدام آخرين «على الفور»، [24] في أوقات أخرى، تم إعدام قيزلباش لغرض وحيد، لردع قيزليباش الآخرين ومنحهم «درسًا».[24]
- التنفيذ: هذه الطريقة، التي غالباً ما تسمى السياسة أو التفكك في الأرشيف العثماني، ربما كانت أكثر طرق العقاب استخداماً على نطاق واسع لدى قيزليباش.
- الرجم: على الرغم من أن الرجم كان يستخدم عادة فقط ضد الأشخاص الذين ارتكبوا جرائم، فقد استخدمت طريقة العقاب هذه أيضًا على قيزليباش، هناك مثال على قيزليباش المسمى «غنم أبي» الذي رُجم بسبب إيمانه.[25]

### أحكام دينية (فتوى)
حمزة سارو غوريز (مواليد 1512)، المفتي العثماني في عهد بايزيد الثاني:
أيها المسلمون يعرفون ويعلمون أن رئيس جماعة قيزلباش أردبيل أوغلو إسماعيل، شريعة النبي، والسنة، ودين الإسلام، وعلم الدين، والخير والحق في إعلان القرآن، نظروا إلى الذنوب التي نهى الله تعالى عنها، لقد أهانوا القرآن الكريم وغيرها من الكتب الدينية وألقوا بهم في النار وأحرقوهم، حتى أنهم وضعوا شيوخهم في مكانهم من الله وسجدوه، قاموا بتفكيك حضرة أبو بكر وحضرة عمر ونفوا خلافتهم، عائشة، زوجة النبي، تشوهت وتشوهت والدتنا، لقد فكروا في القضاء على شريعة النبي والدين الإسلامي، إن كلماتهم وحركاتهم السيئة الأخرى المذكورة هنا والمشابه لهم معروفة بوضوح بالنسبة لي ولجميع علماء الإسلام الآخرين، لهذه الأسباب، مع الحقوق الممنوحة بموجب أحكام الشريعة الإسلامية وكتبنا، قدمنا فتوى بأن هذا المجتمع هو مجموعة من الكفار والملحدين، أولئك الذين يتعاطفون معهم ويقبلون ويساعدون الخرافات هم الكفار والملحدون، من واجب جميع المسلمين حل مجتمع هؤلاء الأشخاص، في هذه الأثناء، الشهداء القدامى الذين ماتوا من المسلمين، المكان هو الجنة، أولئك الذين يموتون من الكفار سوف يتعرضون للإهانة وسيحلون محل الجحيم، وضع هذا المجتمع أسوأ من وضع الكفار (المسيحيين واليهود الذين يمتلكون الكتاب)، الحيوانات التي قطعها هذا المجتمع أو اصطادها بصقر أو سهم أو كلب نجسة، زيجاتهم بينهم وبين المجتمعات الأخرى غير مقبولة، ليسوا موروثين، فقط سلطان الإسلام له الحق في قتل جميع أهل تلك المدينة إذا كانوا يمتلكون مدينة ويستولون على ممتلكاتهم وإرثهم وأطفالهم، ومع ذلك، ينبغي تقسيم هذه البضائع بين قدامى المحاربين في الإسلام، بعد هذا التجمع، لا ينبغي لهم أن يصدقوا توبتهم وبركاتهم ويجب أن يقتلوا جميعًا، في الواقع، يجب قتل أي شخص في هذه المدينة يُعرف أنه واحد منهم أو تم العثور عليه، هذا النوع من المجتمع هو الكفار والكفار والشر على حد سواء، لهذين السببين قتلهم هو واجب، الله يساعد أولئك الذين يساعدون الدين، والله يفعل الشر لأولئك الذين يفعلون الشر للمسلمين.
نظر المسلمون، شعب قيزلباش، زعيمهم إسماعيل الأخير من أردبيل على قوانين نبينا (الشريعة)، وعاداته (السنة)، ودين الإسلام، والعلوم الدينية والقرآن، الذي يخبرنا ما هو الصواب والخطأ، لقد اعتبروا محظورات الله العظيم مسموحًا بها، لقد أساءوا القرآن الكريم وأحرقوه بإلقائه في النار، لقد رأوا حتى زعيمهم الملعون كإله وسجد له، لقد لعنوا ونفى وا خلافة أبي بكر وعمر النبيل، لقد تشوهوا ولعنوا زوجة النبي، أمنا عائشة، انهم يعتزمون القضاء على قوانين النبي (الشريعة) ودين الإسلام، تصريحاتهم السيئة والسلوكيات الأخرى متشابهة، لذلك، وفقًا لقواعد الشريعة الإسلامية وحقوق كتبنا، ومن واجب أي المسلمين لتدمير هذا الشعب، سيحقق الشهيد المسلم الذي سيموت في هذا الصدد أعلى جنة (جنة العلاء)، الكفار الذين يموتون سيصبحون محترمين وينتهي بهم المطاف في مكان في أعمق الجحيم، حالة هؤلاء السكان أسوأ من غير المؤمنين (المسيحيين واليهود)، الحيوانات التي يسحقها هؤلاء الناس أو يصطادونها هي نجاسة، سواء كان ذلك بسبب الصيد بالصقور أو القوس أو الكلاب، الزوجات الغير صالحة، ليس لديهم الحق في الميراث، إذا كانوا يعيشون في قرية، فقط سلطان الإسلام، لديه الحق في الاستيلاء على ممتلكاتهم وأطفالهم لا يمكن تقسيم هذه القيم إلا بين جنود الإسلام، بعد هذه المجموعة، لا ينبغي للمرء أن يستمع إلى توبته وندمه، ولكن يقتلهم جميعًا، إذا كان من المعروف أن هناك أحدًا منهم أو أي شخص يدعمهم هنا في هذه البلدة، فيجب قتلهم، هذا النوع من السكان مدهش وثني وفي نفس الوقت ضار، لهذين السببين، من الضروري قتلهم.

### حظر أمر البكتاشي (1826)

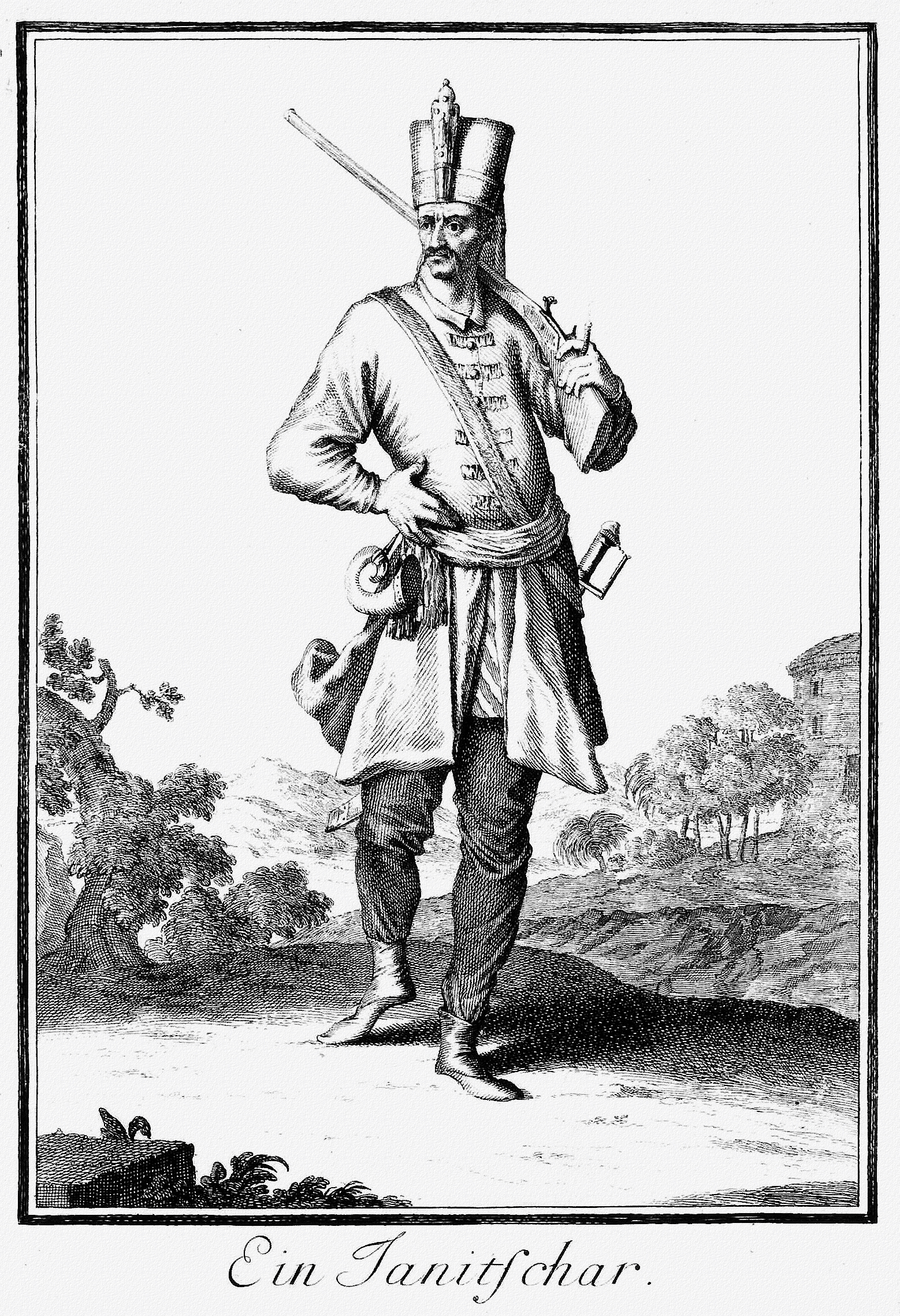
صورة من الإنكشارية من 1703

من القرن 19 بكتاشي، بدأ هذا بعد انهيار العثمانيين لفيلق بكتاشي الجنيساري في عام 1826.
وفقًا للمؤرخ باتريك كينروس، فإن السلطان محمود الثاني كان جزءًا من «انقلاب السلطان على الإنكشارية»، من خلال الفتوى، أبلغهم السلطان أنه على وشك إنشاء جيش جديد، منظم ومدرّب وفقًا للمعايير الأوروبية، كما هو متوقع، قام الانكشاريون بعد ذلك بالتمرد والتقدم ضد قصر السلطان، في المعركة التالية، أطلقت ثكنات الانكشارية النار بسبب هجوم
مدفعي عنيف، ثم تم طرد الناجين أو إعدامهم وصادر السلطان ممتلكاتهم، هذا الحدث يسمى حالة الحدث الميمون.
ثم تم إعدام ما تبقى من الانكشارية بقطع رأس في برج في سالونيك، والذي كان يسمى فيما بعد «برج الدم»، في هذا السياق، صدرت أيضًا (فتوى) سمحت بإبادة وحظر أمر بيكتاشي الصوفي، في البداية، حُكم على الزعيم السابق لأمر البكتشي، حمد الله سيلبي بالإعدام، ثم نُفي إلى المنفى في أماسية حيث يوجد ضريحه اليوم، تم إغلاق المئات من نزل بيكتاشي وتم إعدام أو طرد الدراويش والبابا، تم نقل بعض المساكن المغلقة إلى أمر النقشبندي السني، كان كل ذلك في إعدام 4000 _ 57500  بكتاشي وهدم ما لا يقل عن 550  أديرة بكتاشي الكبيرة.
كان النظام «بدعة» و «الانحراف الأخلاقي».

### آثار الاضطهاد
أدى القمع الذي دام قرنًا إلى خوف عام بين العلويون، هذا يعني أنه حتى وقت قريب لا يزال يتعين عليهم الحفاظ على هويتهم مخفية عن الغرباء، تم ممارسة جمعياتهم الدينية.
تجدر الإشارة إلى أن معظم القرى والمستوطنات العلوية بعيدة جدًا، وتقع عادة في المناطق الجبلية العالية، وتحيط بها مناطق الغابات الكثيفة، توجد أقلية فقط من قرى العلويون في السهول المورقة والمستوية، إنه بالضبط بسبب الاضطهاد العثماني، عد مقاطعة تونجيلي التركية مثالاً جيدًا على ذلك، تونجلي هي المقاطعة التي تضم أعلى نسبة من العلويون في تركيا.
علاوة على ذلك، فإن الكثير من الادعاءات والشائعات الكاذبة التي تم تداولها من قبل الإمبراطورية العثمانية في القرن السادس عشر، قد استمرت حتى يومنا هذا.
أليس يشعر وكأنه مواطن من الدرجة الثانية حتى بعد تأسيس جمهورية تركيا الديمقراطية، إذا قدم المرء نفسه كمسلم في تركيا، فإنه لا يزال يعتبر بالطبع سنيًا «عاديًا»، وغالبا ما يتم تقييم العلويون من منظور سني، ولهذا السبب غالباً ما يحتاجون إلى شرح أنفسهم.